# Gobernador de Zulia
El gobernador del estado Zulia es el jefe del Gobierno y la Administración del estado, según el artículo 160 de la Constitución Nacional de 1999 y 68 de la Constitución Estatal de 2003. Así mismo, es el funcionario público estadal de mayor jerarquía por ser cabeza del poder ejecutivo. Actualmente el gobernador es Luis Caldera.
El actual mandato es de 4 años con el recurso garantizado por la Constitución Nacional de la celebración de un referendo revocatorio populares en cualquier momento en los últimos dos años de un mandato. El 15 de febrero de 2009, un referéndum eliminó las restricciones anteriores que limitaban el periodo del Gobernador a dos términos.
El cargo del Ejecutivo del Estado fue creado oficialmente el 17 de febrero de 1864, con la aprobación por parte de la Constituyente la Asamblea Federal la primera Constitución del Zulia, ejerciendo el cargo de Presidente del Estado el General Jorge Sutherland.
El Secretario General de Gobierno, según el artículo 79 de la Constitución del Estado Zulia, "es órgano directo y colaborador inmediato del Gobernador del Estado y deberá reunir las mismas condiciones exigidas a éste para el ejercicio del cargo". Este no podrá ser su familiar directo. En caso de falta absoluta una vez cumplida la mitad del mandato del Gobernador, el Secretario General de Gobierno asumirá sus funciones hasta finalizarlo. 
Un dato interesante es que tres de los cinco gobernadores estadales electos por sufragio universal del Zulia han sido candidatos presidenciales, no pudiendo ninguno de ellos acceder a la presidencia.
Otro dato interesante, es que en 1993, la Dra. Lolita Aniyar de Castro, se convierte en la Primera Mujer Gobernadora en ser electa tanto en el estado Zulia, como en Venezuela, mediante el voto universal, secreto y directo, haciendo historia en el país, cuando por primera vez, una mujer llega a ocupar ese cargo en el Poder Público.

## Aspectos legales

### Requisitos
La Constitución Nacional, señala en su Artículo 160 los requisitos para ejercer el cargo de Gobernador:
- Ser venezolano, en los Estados fronterizos debe ser venezolano por nacimiento (Artículo 41).
- Tener 25 años cumplidos al tiempo de la elección.
- Ser de estado seglar.

Además de cumplir como lo establecido en la Constitución de la República. La Constitución del Estado Zulia en su Artículo 69 prevé como requisito para ocupar el cargo de Gobernador:
- Haber residido en el territorio del Estado por lo menos 4 años inmediatamente antes de su elección.

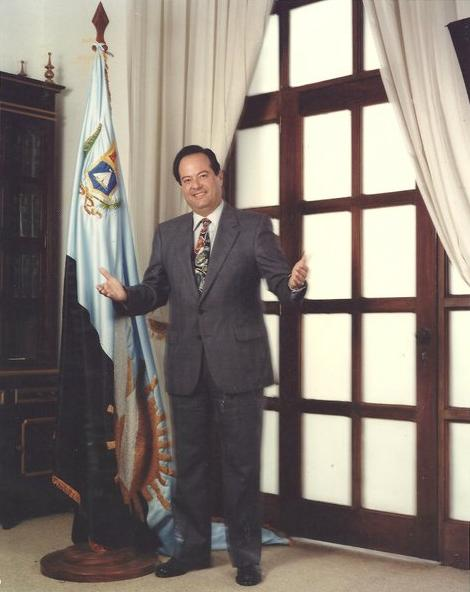
Oswaldo Álvarez Paz es electo en 1989 en las primeras elecciones en las que el pueblo zuliano escoge de forma directa y secreta a su Gobernador.

### Facultades y atribuciones
De acuerdo con el Artículo 78 de la Constitución del Zulia son las siguientes:
1. Cumplir y hacer cumplir la Constitución y leyes de la República y esta Constitución y leyes del Estado;
2. Dirigir la acción de gobierno en el Estado;
3. Reglamentar las leyes del Estado, sin alterar su espíritu, propósito ni razón;
4. Fijar el número, organización y competencias de las Secretarías y otros órganos de la Administración Pública Estadal, así como también la organización y funcionamiento del Consejo de Secretarios del Estado, de conformidad con los principios y lineamientos señalados por la ley respectiva;
5. Nombrar y remover al Secretario General de Gobierno, a los demás miembros del Consejo de Secretarios y a los otros funcionarios o empleados públicos del Ejecutivo del Estado, cuya designación no esté atribuida a otra autoridad;
6. Dictar, previo autorización del Consejo Legislativo del Estado mediante Ley Habilitante, decretos con fuerza de ley.
7. Designar y remover a los intendentes municipales y parroquiales del Estado.
8. Presentar al Consejo Legislativo del Estado, durante el primer año del período constitucional, el Plan de Desarrollo Económico y Social del Estado; para el respectivo periodo constitucional;
9. Designar, previa autorización del Consejo Legislativo del Estado, al procurador general del Estado;
10. Decretar y contratar las obras públicas del Estado de conformidad con la ley, y asegurar su ejecución, vigilando la inversión eficiente de los recursos destinados a dichas obras;
11. Presidir el Consejo de Secretarios del Estado y el Consejo Estadal de Planificación y Coordinación de Políticas Públicas;
12. Convocar al Consejo Legislativo del Estado a sesiones extraordinarias cuando sea necesario considerar y resolver algún asunto de importancia;
13. Crear las fundaciones, corporaciones, empresas del Estado u otros organismos prestadores de servicios que considere necesarios, y proveer a la formación de su patrimonio y la designación de sus administradores;
14. Ejercer la dirección, autoridad suprema y la supervisión de la Policía del Estado, asegurando su organización eficiente y su equipamiento, para el mantenimiento del orden público y la seguridad de las personas y de sus bienes, así como la coordinación de las ramas de este servicio atribuidas por ley a los municipios del Estado;
15. Promover la participación de las comunidades organizadas, en la formulación, ejecución y evaluación de las políticas públicas y en la decisión de los asuntos trascendentales para la vida y el desarrollo del Estado;
16. Defender la autonomía del Estado Zulia, sin perjuicio de los principios de integración y de solidaridad con los dem s estados que forman la República;
17. Negociar empréstitos, previa autorización del Consejo Legislativo del Estado, sometiéndose a las condiciones, requisitos y autorizaciones establecidos en la Constitución y leyes de la República;
18. Acordar medios de autocomposición de los conflictos o controversias que se susciten con los otros estados de la República, de conformidad con la ley;
19. Ejercer actos de disposición sobre los bienes del dominio privado del Estado, previa autorización del Consejo Legislativo, con las excepciones que establezca la ley;
20. Celebrar convenios con otros Estados de la República sobre asuntos de interés público, de conformidad con la ley;
21. Declarar el estado de emergencia, en los casos de calamidad pública o de conmoción civil y tomar las medidas necesarias para la reparación de los daños causados, pudiendo disponer de los recursos que se requieran para superar la situación y garantizar la vida y la seguridad de la población afectada;
22. Presentar cada año al Consejo Legislativo del Estado, dentro de los treinta (30) días siguientes al inicio de su primer período de sesiones ordinarias, el Informe de su gestión sobre los aspectos económicos, políticos, sociales y administrativos del año precedente; y asimismo la Cuenta de su gestión al contralor general del Estado en la oportunidad que fije la ley;
23. Administrar la Hacienda Pública Estadal;
24. Presentar al Consejo Legislativo, a más tardar en la primera quincena de noviembre de cada año, el Proyecto de Ley de Presupuesto de Ingresos y Gastos Públicos del Estado para el siguiente ejercicio anual;
25. Administrar los bienes patrimoniales del Estado;
26. Decretar créditos adicionales y demás modificaciones a la Ley de Presupuesto de Ingresos y Gastos Públicos del Estado, previa autorización del Consejo Legislativo o de su Comisión Delegada;
27. Velar por el estricto cumplimiento de los planes coordinados de inversión y los demás planes de desarrollo económico y social del Estado;
28. Solicitar del Ejecutivo Nacional la transferencia de servicios y competencias;
29. Representar al Estado Zulia en el Consejo Federal de Gobierno;
30. Coordinar los programas de inversión del Estado con los elaborados por los municipios, a fin de integrarlos al Plan Coordinado de Inversiones del Estado, de conformidad con la Ley;
31. Representar al Estado Zulia en todos sus asuntos, excepto los judiciales y demás cuestiones contenciosas, suscribiendo en su nombre todos los actos, contratos o asuntos jurídicos que le conciernan o interesen; y
32. Las demás que le señalen la Constitución y leyes de la República, esta Constitución y leyes del Estado

### Ceremonia de Toma de Posesión
La ceremonia de toma de posesión se realiza de acuerdo a lo establecido en el Artículo 73 de la Constitución del Estado Zulia. Tras el proceso de elección, el gobernador debe asumir sus funciones al prestar juramento de cumplir con la Constitución Nacional, la Constitución del Zulia y demás leyes, ante el Consejo Legislativo del Estado Zulia, 10 días después de la instalación de este. Si no pudiere tomar juramento ante el Consejo Legislativo lo hará ante la máxima autoridad judicial del Estado en Contencioso Administrativo.

### Símbolos
Aunque no está reglamentado el uso de la Banda del Gobernador, en las ceremonias oficiales, los Gobernadores del Estado Zulia portan una banda inspirada en la Bandera del Zulia, que les cruza el pecho, siendo emblema de su ejercicio como titulares del Poder Ejecutivo Estadal.

### Sucesión y Faltas Absolutas y Temporales
Según el artículo 75 de la Constitución del Estado serán faltas absolutas del Gobernador: la muerte, su renuncia, interdicción civil, condena penal mediante sentencia definitivamente firme, abandono del cargo declarado por el Consejo Legislativo por las 2/3 partes de sus integrantes, y la revocación popular del mandato.
Si la falta es absoluta y el gobernador no se presenta a tomar posesión se procederá, a una nueva elección universal, directa y secreta en 30 días siguientes. Se encargara de la Gobernación el presidente del Consejo Legislativo. Si la falta absoluta del presidente se produjera durante los primeros dos años del período respectivo, se procederá a una nueva elección universal, directa y secreta en 30 días siguientes. Se encargará de la Gobernación el Secretario General de Gobierno, terminando el período constitucional el vencedor en las nuevas elecciones.
Además se establece que si la falta ocurriese en más de la mitad del periodo, se encargará de la Gobernación el Secretario General de Gobierno hasta completar el periodo constitucional.
De acuerdo con el artículo 76 de la Constitución Estadal si las faltas son temporales las suplirá el Secretario General de Gobierno o, en su defecto, otro Secretario del Consejo de Secretarios que aquel designe. Si la falta temporal se prolonga por más de 90 días consecutivos, el Consejo Legislativo decidirá, con el voto de las dos terceras partes de sus integrantes, si la falta debe considerarse absoluta.

## Gobernadores por designación presidencial
| Período     | Gobernador                         | Partido Político | % de votos válidos            | Comentarios |
| ----------- | ---------------------------------- | ---------------- | ----------------------------- | --- |
| 1900        | Benjamín Ruiz                      | No hay datos     | Por designación presidencial. | Titulado como Presidente del Estado Zulia. Presidencia compartida. |
| 1900        | Aurelio Valbuena                   | No hay datos     | Por designación presidencial. | Titulado como Presidente del Estado Zulia. Presidencia compartida. |
| 1900        | Juan Francisco Castillo Ramírez    | No hay datos     | Por designación presidencial. | Titulado como Presidente del Estado Zulia. Presidencia compartida. |
| 1900        | Rafael Rómulo López Baralt         | No hay datos     | Por designación presidencial. | Titulado como Presidente del Estado Zulia. Presidencia compartida. |
| 1900        | Diego Bautista Ferrer              | No hay datos     | Por designación presidencial. | Titulado como Presidente del Estado Zulia. Presidencia compartida. |
| 1901        | Trino Castro                       | No hay datos     | Por designación presidencial. | Titulado como Presidente del Estado Zulia. Presidencia compartida. |
| 1901        | Doroteo Hurtado                    | No hay datos     | Por designación presidencial. | Titulado como Presidente del Estado Zulia. Presidencia compartida. |
| 1902–1903   | Guillermo Aranguren                | No hay datos     | Por designación presidencial. | Titulado como Presidente del Estado Zulia. |
| 1904–1907   | Régulo Olivares                    | No hay datos     | Por designación presidencial. | Titulado como Presidente del Estado Zulia. |
| 1908–1910   | José Ignacio Lares Baralt          | No hay datos     | Por designación presidencial. | Titulado como Presidente del Estado Zulia. |
| 1910        | Alejandro Rivas Vázquez            | No hay datos     | Por designación presidencial. | Titulado como Presidente del Estado Zulia. Presidencia compartida. |
| 1910        | Gumercindo Méndez                  | No hay datos     | Por designación presidencial. | Titulado como Presidente del Estado Zulia. Presidencia compartida. |
| 1911–1914   | José María García Gómez            | No hay datos     | Por designación presidencial. | Titulado como Presidente del Estado Zulia. |
| 1915        | José Antonio Chávez                | No hay datos     | Por designación presidencial. | Titulado como Presidente del Estado Zulia. |
| 1916–1918   | Alberto Aranguren                  | No hay datos     | Por designación presidencial. | Titulado como Presidente del Estado Zulia. Presidencia compartida. |
| 1916–1918   | Gral. García                       | No hay datos     | Por designación presidencial. | Titulado como Presidente del Estado Zulia. Presidencia compartida. |
| 1918–1920   | Santos Matute Gómez                | No hay datos     | Por designación presidencial. | Titulado como Presidente del Estado Zulia. |
| 1920–1924   | José Rafael Gabaldón Iragorry      | No hay datos     | Por designación presidencial. | Titulado como Presidente del Estado Zulia. |
| 1924        | Renato Serrano                     | No hay datos     | Por designación presidencial. | Titulado como Presidente del Estado Zulia. |
| 1925        | Isidro Febres Cordero              | No hay datos     | Por designación presidencial. | Titulado como Presidente del Estado Zulia. |
| 1926–1935   | Vincencio Pérez Soto               | No hay datos     | Por designación presidencial. | Titulado como Presidente del Estado Zulia. |
| 1935        | Leonardo Villasmil                 | No hay datos     | Por designación presidencial. | Titulado como Presidente del Estado Zulia. Presidencia compartida. |
| 1935        | León Jurado Rovero                 | No hay datos     | Por designación presidencial. | Titulado como Presidente del Estado Zulia. Presidencia compartida. |
| 1936        | Régulo Olivares                    | No hay datos     | Por designación presidencial. | Titulado como Presidente del Estado Zulia. Presidencia compartida. |
| 1936        | Luis Roncajolo                     | No hay datos     | Por designación presidencial. | Titulado como Presidente del Estado Zulia. Presidencia compartida. |
| 1937        | José Encarnación Serrano           | No hay datos     | Por designación presidencial. | Titulado como Presidente del Estado Zulia. Presidencia compartida. |
| 1937        | Manuel Maldonado                   | No hay datos     | Por designación presidencial. | Titulado como Presidente del Estado Zulia. Presidencia compartida. |
| 1939–1941   | Manuel Maldonado Chourio           | No hay datos     | Por designación presidencial. | Titulado como Presidente del Estado Zulia. |
| 1941        | Abigaíl Colmenares                 | No hay datos     | Por designación presidencial. | Titulado como Presidente del Estado Zulia. Presidencia compartida. |
| 1941        | Luis Pino Ochoa                    | No hay datos     | Por designación presidencial. | Titulado como Presidente del Estado Zulia. Presidencia compartida. |
| 1942        | Alberto Lossada Casanova           | No hay datos     | Por designación presidencial. | Titulado como Presidente del Estado Zulia. Presidencia compartida. |
| 1942        | Héctor Cuenca                      | No hay datos     | Por designación presidencial. | Titulado como Presidente del Estado Zulia. Presidencia compartida. |
| 1943        | Benito Roncajolo                   | No hay datos     | Por designación presidencial. | Titulado como Presidente del Estado Zulia. Presidencia compartida. |
| 1943        | Luis Pinto Salvatierra             | No hay datos     | Por designación presidencial. | Titulado como Presidente del Estado Zulia. Presidencia compartida. |
| 1943        | Carlos Enrique Ramírez MacGregor   | No hay datos     | Por designación presidencial. | Titulado como Presidente del Estado Zulia. Presidencia compartida. |
| 1945        | Octavio Augusto Andrade Delgado    | No hay datos     | Por designación presidencial. | Titulado como Presidente del Estado Zulia. Presidencia compartida. |
| 1945        | Hercolino Adrianza Álvarez         | No hay datos     | Por designación presidencial. | Titulado como Presidente del Estado Zulia. Presidencia compartida. |
| 1945 - 1948 | Felipe Hernández Martínez          | No hay datos     | -                             | Designado por el presidente de la Junta de Gobierno Rómulo Betancourt. Creación del cargo de Gobernador del Zulia, ya que el cargo anterior era Presidente del Zulia. |
| 1948        | Apolodoro Chirinos                 | No hay datos     | -                             | Designado por el presidente de la Junta de Gobierno Rómulo Betancourt.                                                                                                |
| 1949        | Jesús Leopoldo Sánchez             | No hay datos     | -                             | Designado por el presidente de la Junta Militar de Gobierno Carlos Delgado Chalbaud.                                                                                  |
| 1950        | Leopoldo d’Alta                    | No hay datos     | -                             | Designado por el presidente de la Junta de Gobierno Germán Suárez Flamerich.                                                                                          |
| 1950        | Darío Parra Pereira                | No hay datos     | -                             | |
| 1951        | Atenógenes Olivares Castillo       | Apolítico        | -                             | Designado por el presidente Marcos Pérez Jiménez.Se desempeñó como Gobernador Interino siendo Secretario de Educación para la fecha.                                  |
| 1952 - 1958 | Néstor Prato                       | Apolítico        | -                             | Designado por el dictador Marcos Pérez Jiménez. |
| 1958        | Pedro Bracho Urdaneta              | No hay datos     | -                             | |
| 1958        | Renato Esteva Ríos                 | COPEI            | -                             | |
| 1958        | Horacio Guillermo Villalobos Govea | No hay datos     | -                             | Gastón Montiel Villasmil y Julio César Arraga Zuleta se desempeñaron como gobernadores interinos en 1958.                                                             |
| 1959 - 1961 | Eloy Párraga Villamarín            | AD               | -                             | Designado por el presidente Rómulo Betancourt |
| 1961 - 1964 | Luis Vera Gómez                    | AD               | -                             | Designado por el presidente Rómulo Betancourt |
| 1964 - 1967 | Octavio Andrade Delgado            | AD               | -                             | Designado por el presidente Raúl Leoni |
| 1967 - 1968 | Luis Vera Gómez                    | AD               | -                             | Designado por el presidente Raúl Leoni |
| 1968        | Gabriel José Páez                  | AD               | -                             | Designado por el presidente Raúl Leoni |
| 1968 - 1969 | José León García Díaz              | AD               | -                             | Designado por el presidente Raúl Leoni |
| 1969 - 1971 | Elio Suárez Romero                 | COPEI            | -                             | Designado por el presidente Rafael Caldera |
| 1971 - 1974 | Hilarión Cardozo                   | COPEI            | -                             | Designado por el presidente Rafael Caldera |
| 1974 - 1975 | Carmelo Contreras Barboza          | AD               | -                             | Designado por el presidente Carlos Andrés Pérez |
| 1975 - 1977 | Omar Baralt Méndez                 | AD               | -                             | Designado por el presidente Carlos Andrés Pérez |
| 1977 - 1979 | Guillermo Rincón Araujo            | AD               | -                             | Designado por el presidente Carlos Andrés Pérez |
| 1979 - 1982 | Gilberto Urdaneta Besson           | COPEI            | -                             | Designado por el presidente Luis Herrera Campins |
| 1982 - 1984 | Humberto Fernández Auvert          | COPEI            | -                             | Designado por el presidente Luis Herrera Campins |
| 1984 - 1985 | Ángel Zambrano                     | AD               | -                             | Designado por el presidente Jaime Lusinchi |
| 1985 - 1989 | Omar Barboza                       | AD               | -                             | Designado por el presidente Jaime Lusinchi |
| 1989        | Ismael Ordaz González              | AD               | -                             | Designado por el presidente Carlos Andrés Pérez |

## Gobernadores electos por sufragio universal
| N.º  | N.º | Titular                  | Período | Período | Partido | Elección | % de votos                                                                                           | Notas |
| N.º  | N.º | Titular                  | Inicio  | Final   | Partido | Elección | % de votos                                                                                           | Notas |
| ---- | --- | ------------------------ | ------- | ------- | ------- | -------- | --- | --- |
|      | 1.  | Oswaldo Álvarez Paz      | 1990    | 1993    |         | 1989     | 38,44                                                                                                | Primer Gobernador bajo elecciones directas. Renunció para participar en las elecciones presidenciales de 1993.                                    |
| 1992 | 1.  | Oswaldo Álvarez Paz      | 1990    | 1993    | 66,03   |          | | Primer Gobernador bajo elecciones directas. Renunció para participar en las elecciones presidenciales de 1993.                                    |
|      | 2.  | Lolita Aniyar de Castro  | 1993    | 1996    |         | 1993     | 40,74                                                                                                | Se realizan elecciones adelantadas. Primera mujer en ser elegida gobernadora de esta entidad.                                                     |
|      | 3.  | Francisco Arias Cárdenas | 1996    | 2000    |         | 1995     | 30,45                                                                                                | Se realizaron elecciones adelantadas en el 2000 por la aprobación de una nueva Constitución.                                                      |
| 1998 | 3.  | Francisco Arias Cárdenas | 1996    | 2000    | 54,49   |          | | Se realizaron elecciones adelantadas en el 2000 por la aprobación de una nueva Constitución.                                                      |
|      | -   | Germán Valero Chacón     | 2000    | 2000    | -       | -        | Gobernador encargado tras la separación del cargo de Arias Cárdenas por su candidatura presidencial. | |
|      | 4.  | Manuel Rosales           | 2000    | 2008    | UNT     | 2000     | 51,44                                                                                                | |
| 2004 | 4.  | Manuel Rosales           | 2000    | 2008    | 54,03   |          | | |
|      | 5.  | Pablo Pérez Álvarez      | 2008    | 2012    | 2008    | 53,59    | | |
|      | 6.  | Francisco Arias Cárdenas | 2012    | 2017    |         | 2012     | 52,99                                                                                                | Elegido para un nuevo período, separado de su gestión anterior.                                                                                   |
|      | 7.  | Juan Pablo Guanipa       | 2017    | 2017    |         | 2017     | 51,06                                                                                                | Destituido al no haber sido juramentado por el CLEZ por no subordinarse ante la Asamblea Nacional Constituyente, considerada ilegal por el mismo. |
|      | -   | Magdely Valbuena         | 2017    | 2017    |         | -        | - | Gobernadora Interina hasta diciembre de 2017, fecha para las nuevas elecciones.                                                                   |
|      | 8.  | Omar Prieto              | 2017    | 2021    | 2017    | 57,35    | | |
|      | 9.  | Manuel Rosales           | 2021    | 2025    | UNT     | 2021     | 56,90                                                                                                | |
|      | 10. | Luis Caldera             | 2025    | 2029    |         | 2025     | 64,65                                                                                                | |